# Strmec (Veliko Trgovišće)
Strmec is een plaats in de gemeente Veliko Trgovišće in de Kroatische provincie Krapina-Zagorje. De plaats telt 187 inwoners (2001).